# Бруно Кабокло
Бруно Кореа Фернандес Кабокло (порт. Bruno Correa Fernandes Caboclo; Озаско, 21. септембар 1995) бразилски је кошаркаш. Игра на позицијама крилног центра и центра, a тренутно наступа за Хапоел из Тел Авива.

## Каријера
Кабокло је професионалну каријеру почео 2013. у бразилском Пињеиросу. На НБА драфту 2014. одабран је као 20. пик од стране Торонто репторса. У канадском клубу је био до 8. фебруара 2018. када је трејдован у Сакраменто кингсе.  Играо је у НБА лиги још и за Мемфис гризлисе и Хјустон рокетсе. Током боравка у САД, Кабокло је наступао за више тимова и у НБА развојној лиги. Први европски ангажман имао је у фебруару 2021. године када је потписао за француски Лимож. Вратио се затим у родни Бразил и играо за Сао Пауло у сезони 2021/22. Наредну сезону почео је у НБА развојној лиги да би 5. јануара 2023. потписао за немачки Улм. Био је један од кључних играча екипе Улма која је освојила немачку Бундеслигу у сезони 2022/23. Запажене партије пружао је и у Еврокупу, па је уврштен у други идеални тим сезоне. У новембру 2023. потписао је уговор са београдским Партизаном.
Члан је репрезентације Бразила за коју је наступао на Светским првенствима 2019. и 2023. године.

## Успеси

### Клупски
- Репторси 905:
  - НБА развојна лига (1): 2016/17.

- Сао Пауло:
  - Лига шампиона Америке (1): 2021/22.

- Улм:
  - Првенство Немачке (1): 2022/23.

- Хапоел Тел Авив :
  - Еврокуп (1): 2024/25.

### Појединачни
- Идеални тим Еврокупа — друга постава (1): 2022/23.
- Најкориснији играч Лиге шампиона Америке (1): 2021/22.
- Најкориснији играч Првенства Бразила (1): 2021/22.